# Блохин, Анатолий Никифорович
Анатолий Никифорович Блохин (11 ноября 1949, Куйбышев ) — советский футболист, вратарь.
За куйбышевский клуб «Крылья Советов» сыграл за 13 сезонов 309 матчей, в том числе 54 в Высшей лиге СССР.

## Карьера
Первой командой Блохина была команда авиационного завода «Крылья Советов», а первыми тренерами Иван Петров и Николай Поздняков. В 1966 году старший тренер куйбышевских «Крыльев Советов» Виктор Карпов привлек Анатолия Блохина в свою команду, в дубле которой он играл до 1968 года.
23 апреля 1969 года в матче против ереванского «Арарата» (1:2) состоялся дебютный матч за основной состав. Всего в тот год Блохин провел 11 матчей в Высшей лиге, из которой клуб по итогом сезона вылетел. В 1970 году Блохин сыграл 14 матчей и успешно выдержал конкуренцию с Юрием Котляровым, отстоявшим остальные 31 матч. Котляров перешёл в Хабаровский СКА, и в 1971 году Блохин стал основным вратарем. В 1971—1972 году с Блохиным соперничал за место в воротах Евгений Шкондин, который, не выдержав конкуренции, решил в 1974 году закончить карьеру. Лучшим в карьере Блохина стал 1976 год, когда «Крылья Советов» после шестилетнего отсутствия вернулись в Высшую лигу. После 1977 года Блохин решил закончить карьеру вратаря и уйти на тренерскую работу, однако в 1980 году тренер «Крыльев» вновь привлек ветерана в ворота, Анатолий сбросил 20 лишних килограммов и за следующие три года отстоял в воротах ещё 71 матч.

## Клубная статистика
| Выступление        | Выступление      | Выступление      | Лига | Лига | Кубки | Кубки | Итого | Итого |
| Клуб               | Лига             | Сезон            | Игры | Голы | Игры  | Голы  | Игры  | Голы  |
| ------------------ | ---------------- | ---------------- | ---- | ---- | ----- | ----- | ----- | ----- |
| Крылья Советов     | высшая           | 1969             | 11   | -17  | —     | —     | 11    | -17   |
| Крылья Советов     | первая           | 1970             | 15   | -13  | 1     | 0     | 16    | -13   |
| Крылья Советов     | первая           | 1971             | 39   | -33  | 2     | -2    | 41    | -35   |
| Крылья Советов     | первая           | 1972             | 20   | -14  | 2     | -4    | 22    | -18   |
| Крылья Советов     | первая           | 1973             | 34   | -43  | 2     | -2    | 36    | -45   |
| Крылья Советов     | первая           | 1974             | 38   | -41  | 1     | 0     | 39    | -41   |
| Крылья Советов     | первая           | 1975             | 38   | -35  | 1     | -4    | 39    | -39   |
| Крылья Советов     | высшая           | 1976в            | 15   | -15  | —     | —     | 15    | -15   |
| Крылья Советов     | высшая           | 1976о            | 15   | -14  | —     | —     | 15    | -14   |
| Крылья Советов     | высшая           | 1977             | 13   | -28  | 1     | -3    | 14    | -31   |
| Крылья Советов     | первая           | 1980             | 7    | -8   | —     | —     | 7     | -8    |
| Крылья Советов     | вторая           | 1981             | 32   | -26  | —     | —     | 32    | -26   |
| Крылья Советов     | вторая           | 1982             | 32   | -25  | —     | —     | 32    | -25   |
| Крылья Советов     | Итого            | Итого            | 309  | -312 | 10    | -15   | 319   | -327  |
| Торпедо (Тольятти) | вторая           | 1983             | 28   | -31  | 4     | -5    | 32    | -36   |
| Торпедо (Тольятти) | вторая           | 1984             | 7    | -12  | 1     | -1    | 8     | -13   |
| Торпедо (Тольятти) | Итого            | Итого            | 35   | -43  | 5     | -6    | 40    | -49   |
| Всего за карьеру   | Всего за карьеру | Всего за карьеру | 344  | -355 | 15    | -21   | 359   | -376  |